# Jumping for Joy
Pour plus de détails, voir Fiche technique et Distribution.
Jumping for Joy est un film britannique réalisé par John Paddy Carstairs, sorti en 1956.

## Synopsis
Alors qu'il vient d'être licencié du cynodrome, Willie Joy se retrouve propriétaire d'un lévrier. Après l'avoir inscrit pour une course importante, il se rend compte que le chien est mal en point. Pendant qu'il le soigne, il se retrouve aux prises avec des criminels qui veulent truquer la course en dopant des chiens.

## Fiche technique
- Titre original : Jumping for Joy
- Réalisation : John Paddy Carstairs
- Scénario : Henry Blyth, Jack Davies
- Direction artistique : Michael Stringer
- Costumes : Joan Ellacott
- Photographie : Jack E. Cox
- Son : John Dennis, Gordon K. McCallum
- Montage : John D. Guthridge
- Musique : Larry Adler
- Production exécutive : Earl St. John
- Production : Raymond Stross
- Société de production : Raymond Stross Productions
- Pays d'origine :  Royaume-Uni
- Langue originale : anglais
- Format : Noir et blanc — 35 mm — 1,37:1 — son mono
- Genre : Comédie
- Durée : 91 minutes
- Dates de sortie : Royaume-Uni : 21 février 1956

## Distribution
- Frankie Howerd : Willie Joy
- Stanley Holloway : "Capitaine" Jack Montague
- A. E. Matthews : Lord Reginald Cranfield
- Tony Wright : Vincent
- Alfie Bass : Blagg
- Joan Hickson : Lady Emily Cranfield
- Lionel Jeffries : Bert Benton
- Susan Beaumont : Susan Storer
- Terence Longdon : John Wyndham